# Rong huyết
Rong huyết là chứng chảy máu tử cung hoặc chảy máu tại đường sinh dục nữ một cách bất thường, đặc biệt khi việc chảy máu xảy ra vào giai đoạn giữa của chu kỳ kinh nguyệt, tức là chảy máu ở bộ phận sinh dục không xảy ra vào thời điểm của ngày chảy máu kinh.
Cần phân biệt rong huyết với rong kinh - hiện tượng chảy máu kinh ở mức độ cao bất thường và kéo dài hơn bình thường.
Một số phụ nữ từng gặp tình trạng đau bụng cấp tính ở giữa chu kì kinh nguyệt, xảy ra vào khoảng thời gian rụng trứng (tiếng Đức gọi là Mittelschmerz, nghĩa là "đau bụng giữa kì"). Việc đau bụng cũng có thể xảy ra vào thời gian ra kinh (gọi là đau bụng kinh). Thuật ngữ chảy máu kinh chọc thủng (breakthrough bleeding hay breakthrough spotting) thường được dùng để ám chỉ trường hợp rong huyết do sử dụng các biện pháp tránh thai bằng nội tiết tố, như trong một số loại vòng tránh thai hay thuốc tránh thai dùng qua đường miệng, trong trường hợp này việc chảy máu không xảy ra vào thời điểm được đoán định sẽ chảy máu do sụt nội tiết hoặc trong bất kỳ thời điểm bất bình thường nào khác. Trong trường hợp việc chảy máu tiếp tục kéo dài trong ba tuần lễ kinh đầu tiên sau khi dùng thuốc, người dùng thường được khuyên nên sử dụng các liều thuốc chứa hàm lượng estrogen/progesterone cao hơn.
Rong huyết nghiêm trọng có thể dẫn đến tình trạng thiếu máu do thiếu sắt.

## Nguyên nhân
Chảy máu đường sinh dục một cách bất thường giữa hai lần ra kinh có thể là kết quả của nhiều loại rối loạn khác nhau ở cơ quan sinh dục, tỉ như:
- Rối loạn chảy máu tử cung
- Lạc nội mạc tử cung
- Lạc nội mạc trong cơ tử cung
- Thai ngoài tử cung
- Mất cân bằng nội tiết tố
- Tăng sinh nội mạc tử cung
- Polyp
- Viêm nội mạc tử cung
- Viêm cổ tử cung
- Viêm âm đạo
- Chế độ ăn uống kích thích sản sinh ketosis, tỉ như chế độ ăn kiêng Atkins
- Việc sử dung các thuốc tránh thai chứa progestin, tỉ như Depo Provera
- Ung thư cổ tử cung
- Ung thư tử cung
- Ung thư âm đạo
- Ung thư nội mạc tử cung
- Ung thư ống dẫn trứng sơ cấp
- Ung thư buồng trứng
- U xơ tử cung
- Tử cung phình to kèm theo đa kinh
- Rụng trứng bất thường, nguyên nhân hay gặp là do hội chứng buồng trứng đa nang
- Mang thai (chảy máu sâu, thai ngoài tử cung, sẩy thai không hoàn toàn). Trong đó rong huyết sau khi sinh là một trong 5 tai biến sản khoa hay gặp nhất (nguy cơ cao nhất trong 24 giờ sau khi sinh) và là một nguyên nhân chính gây tử vong cho sản phụ.[3][4]
- Bệnh truyền nhiễm qua đường sinh dục
- Bệnh Von Willebrand
- Viêm khung xương chậu
- Hội chứng buồng trứng đa nang
- Thay đổi trong việc dùng thuốc ngừa thai
- Chấn thương
- Lạm dụng tình dục hay hiếp dâm